# Malin Stenbäck
Malin Johanna Barbro Molund, född Stenbäck, mer känd som Praktikant-Malin, född 6 februari 1987, är en svensk programledare och TV-producent.

## Biografi
Stenbäck började på radiokanalen Mix Megapol 2004, först med att koka kaffe och skriva ut manus, men avancerade undan för undan till att producera och figurera som lättsam bisittare till Gry Forssell i programmet Äntligen morgon under namnet Praktikant-Malin. Den 26 april 2019 gjorde hon sin sista dag på Mix Megapol för att istället arbeta med Bachelor på TV4.
Under hösten 2014 var hon programledare tillsammans med Andreas Weise för Idol Extra. Hösten 2018 var hon programledare för Love Island Sverige. Hon har även producerat TV-program, exempelvis Big Brother och Bachelor Sverige.
Hon var programledare tillsammans med Pär Lernström för finalen av Talang 2020, då Samir Badran drabbats av sjukdom och man ville minimera risken för smitta under den pågående Covid-19-pandemin. År 2023 var hon programledare för Bachelor in Paradise på TV4. År 2025 medverkade hon i 19:e säsongen av Let's Dance.

### Familj
Malin Molund är sedan juni 2025 gift med Petter Molund. De har tillsammans två barn.